# Discalma normata
Discalma normata är en fjärilsart som beskrevs av Walker 1861. Discalma normata ingår i släktet Discalma och familjen mätare. Inga underarter finns listade i Catalogue of Life.